# Ga Nakanobu
Ga Nakanobu (中延駅 Nakanobu-eki) là ga đường sắt ở Shinagawa, Tokyo, Nhật Bản, quản lý bởi công ty tư nhân Công ty Tokyu và công ty tàu điện ngầm Tokyo quản lý Tàu điện ngầm Toei.

## Station layout

### Sân ga Tokyu
Hai sân ga.
| 1 | ■ Tuyến Tokyu Oimachi | cho Hatanodai, Jiyūgaoka, Futako-Tamagawa Tuyến Tokyu Den-en-Toshi cho Saginuma và Chūō-Rinkan |
| 2 | ■ Tuyến Tokyu Oimachi | for Ōimachi                                                                                    |

### Sân ga Toei
Sân ga dưới lòng đất. Số ga là A-03.
| 1 | ○ Tuyến Toei Asakusa | cho Nishi-Magome                                                                         |
| 2 | ○ Tuyến Toei Asakusa | cho Sengakuji, Nihonbashi, Oshiage, sân ga Narita, Inba-Nihon-Idai, và Shibayama-Chiyoda |

## Ga liền kề
| «                         | «                   | Dịch vụ             | »                   | »                   |
| Tuyến Tokyu Oimachi       | Tuyến Tokyu Oimachi | Tuyến Tokyu Oimachi | Tuyến Tokyu Oimachi | Tuyến Tokyu Oimachi |
| ------------------------- | ------------------- | ------------------- | ------------------- | ------------------- |
| Togoshi-kōen              | Togoshi-kōen        | -                   | Ebaramachi          | Ebaramachi          |
| Tuyến Toei Asakusa (A-03) |                     |                     |                     |                     |
| Magome (A-02)             | Magome (A-02)       | Địa phương          | Togoshi (A-04)      | Togoshi (A-04)      |

## Lịch sử
- 6 tháng 7 năm 1927: Nhà ga mở cửa trên Meguro-Kamata Electric Railway Tuyến Oimachi.
- 15 tháng 11 năm 1968: Ga Toei mở cửa gọi là Toei Tuyến 1.
- 1 tháng 1 năm 1978: Toei tuyến 1 được đổi tên thành Tuyến Toei Asakusa.

## Dịch vụ xe buýt

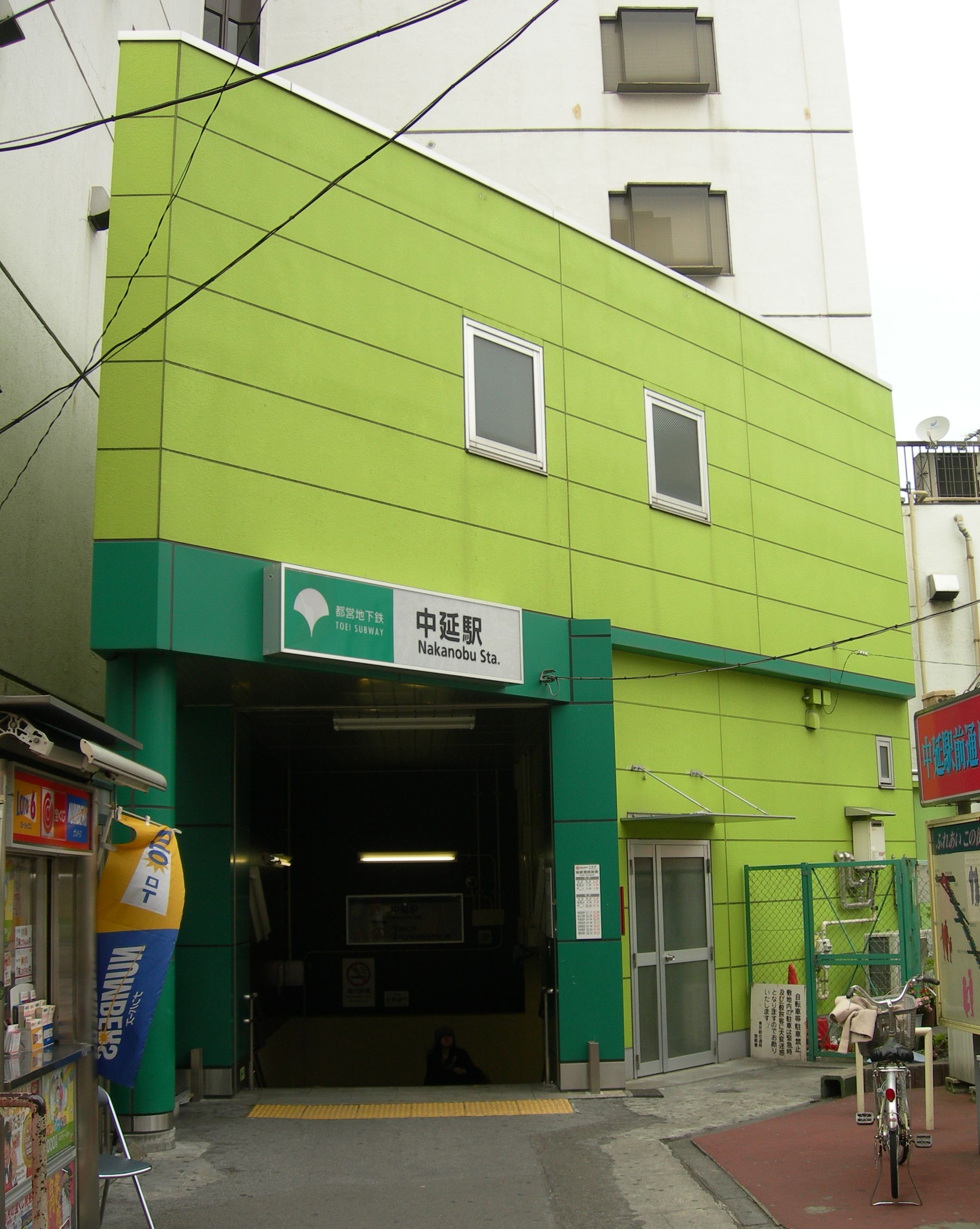
Lối vào ga Toei

- Trạm dừng xe buýt Nakanobu Station (中延駅前 Nakanobu-eki-mae?)